# Lasianthus umbellatus
Lasianthus umbellatus är en måreväxtart som först beskrevs av Carl Ernst Otto Kuntze, och fick sitt nu gällande namn av Carl Ernst Otto Kuntze, Théophile Alexis Durand och Benjamin Daydon Jackson. Lasianthus umbellatus ingår i släktet Lasianthus och familjen måreväxter.
Artens utbredningsområde är Java. Inga underarter finns listade i Catalogue of Life.